# نهر أوتشلوكوني
نهر أوتشلوكوني (بالإنجليزية: Ochlockonee)‏ هو نهر سريع الجريان، باستثناء المكان الذي تم فيه بناء السد لتشكيل بحيرة تلكوين في فلوريدا الأمريكية. ينطلق النهر من ولاية جورجيا ويتدفق لمسافة قدرها 206 ميل (332 كـم) قبل إنهاء رحلته في مصبه بولاية فلوريدا.
اسم النهر مأخوذ من كلمات بلغة هيتشيتي وتعني النهر الأصفر. ينشأ أوتشلوكوني جنوب بلدة سيلفستر في مقاطعة وورث في جنوب غرب جورجيا ويصب في خليج أوكلوكوني ثم خليج أبالاتشي في فلوريدا.
يشكل النهر الحدود الغربية لمقاطعتي ليون وواكولا والحدود الشرقية لمقاطعات غادسدن وليبرتي وفرانكلين في فلوريدا. يتدفق عبر منطقة ريد هيلز وسد جاكسون بلاف وغابة ولاية تالكوين وحديقة بحيرة تالكوين وغابة أبالاتشيكولا الوطنية وعبر حديقة نهر أوشلوكوني، حيث يتأثر تدريجيًا بامتزاج المياه العذبة والمالحة، في مساره إلى نهايته في خليج أوتشلوكوني، والذي يفرغ بعد ذلك في خليج أبالاتشي، مع تأثيرات المد والجزر الممتدة فوق المنبع لمسافة تزيد عن 15 ميل (24 كـم) من مصب النهر.

## تاريخ

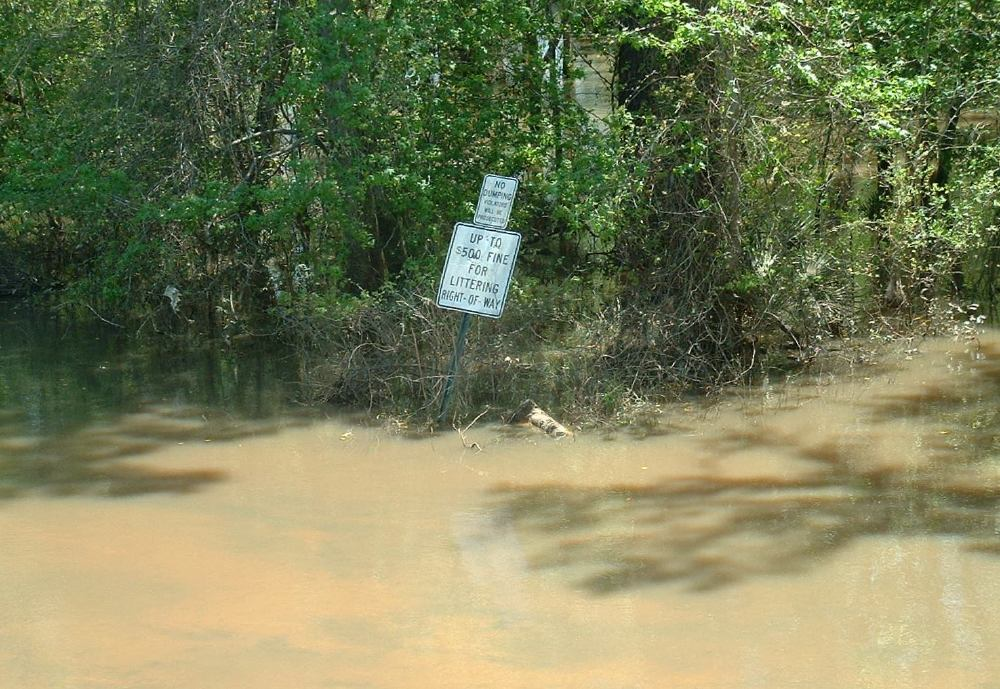
فيضان أوتشلوكوني في جادسدن كو، فلوريدا، بالقرب من جسر طريق فيربانكس فيري.

عندما وصل الأسبان إلى شمال فلوريدا، شكل نهر أوتشلوكوني الحدود الغربية لمقاطعة أبالاتشي الخاصة بهم. تشير الوثائق الإسبانية في أواخر القرن السابع عشر إلى النهر باسم كلاركواتشين وأماريلو(بالإسبانية تعني "الأصفر"). سمته وثيقة إسبانية عام 1716 باسم ريودي لاغنا (من المحتمل أن تكون لاغنا هي أبالاتشي لكلمة "أصفر"). تحدده خريطة إنجليزية من عام 1720 بالنهر الأصفر. كما توضحه خريطة عام 1778 باسم النهر "أوكالوكني"، بينما توضحه خريطة تعود لعام 1856 باسم النهر "أوكلوكوني". من المحتمل أن الاسم الحديث مشتق من هيتشيتي/ ميكاسوكي أوكي (الماء) ولاغانا (الأصفر).
من عام 1839 إلى عام 1842، تم إنشاء قلعة فرجينيا برادن على النهر الواقع في منطقة فورت برادن في فلوريدا. سمي الحصن على اسم زوجة القائد التي توفيت بسبب الحمى الصفراء.

### الحرب الأهلية
شهد نهر أوتشلوكوني أحداث الحرب الأهلية. في 15 يوليو1863، هاجم الزورق الحربي اللولبي "يوإس إس ستارز آند سترايبس" والعبّارة البخارية ذات العجلة الجانبية الخشبية يوإس إس سومرست الملاحات في ماش ساندس. في 29 ديسمبر 1863، أغرقت ستارز آند سترايبس المركب الشراعي كارولين جيرترود الذي كان يحاول حصار الشريط الرملي عند مصب أوتشلوكوني. استولت كارولين جيرترود أيضًا على السفينة البخارية لورا التي حاولت تطبيق الحصار قبالة أوتشلوكوني في 18 يناير 1864. في 19 و20 أكتوبر 1864، دمرت ستارز آند سترايبس مصايد الأسماك الكونفدرالية واسعة النطاق في جزيرة ماشز واستولت على القوات المتمركزة هناك كحراس.

### سد جاكسون بلاف

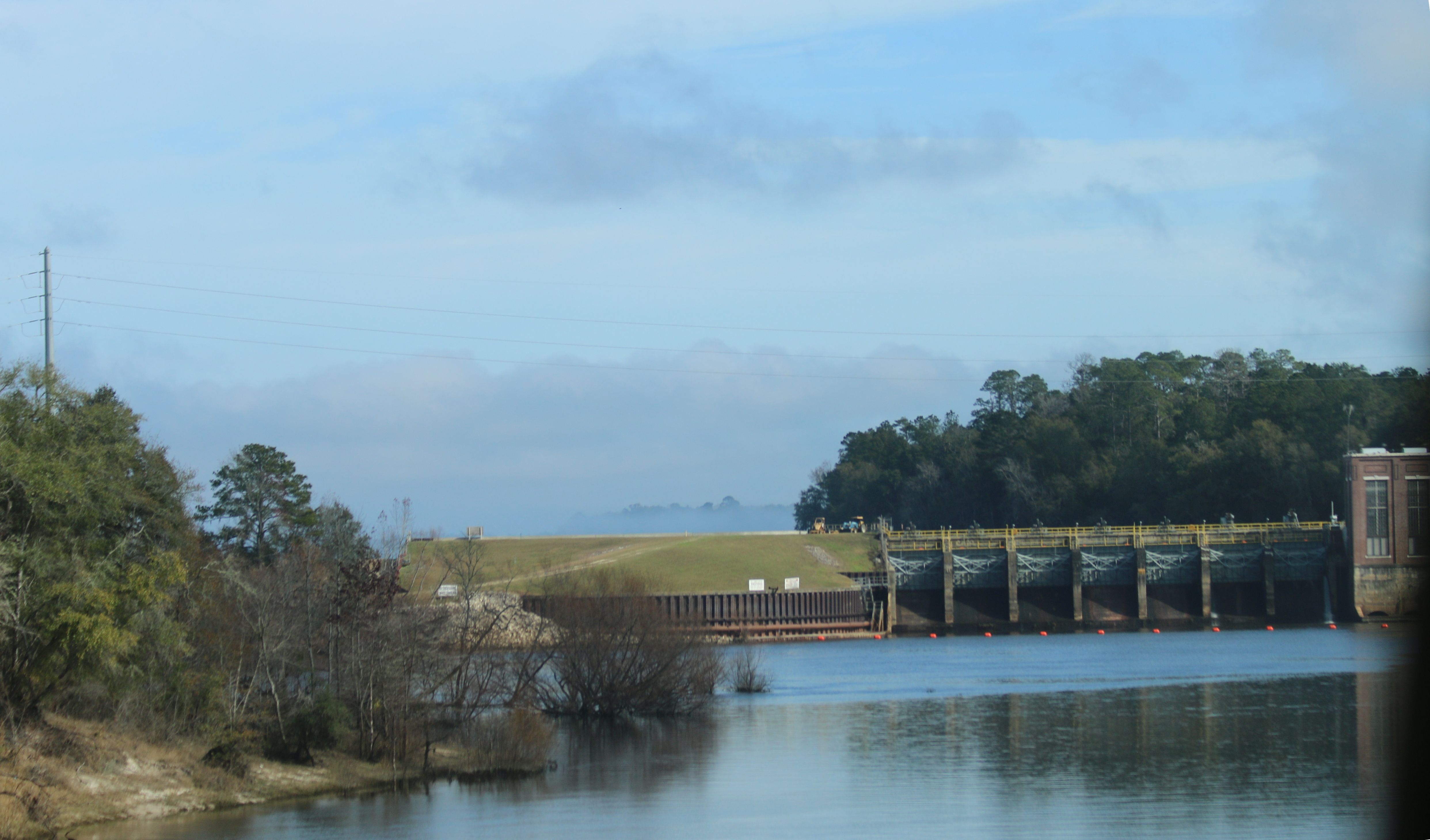
سد جاكسون بلاف

في عام 1927، تم بناء سد جاكسون بلاف على نهر أوشلوكوني لإنتاج الطاقة الكهرومائية. شكلت المياه التي احتجزها السد بحيرة تالكوين.

## الأهمية

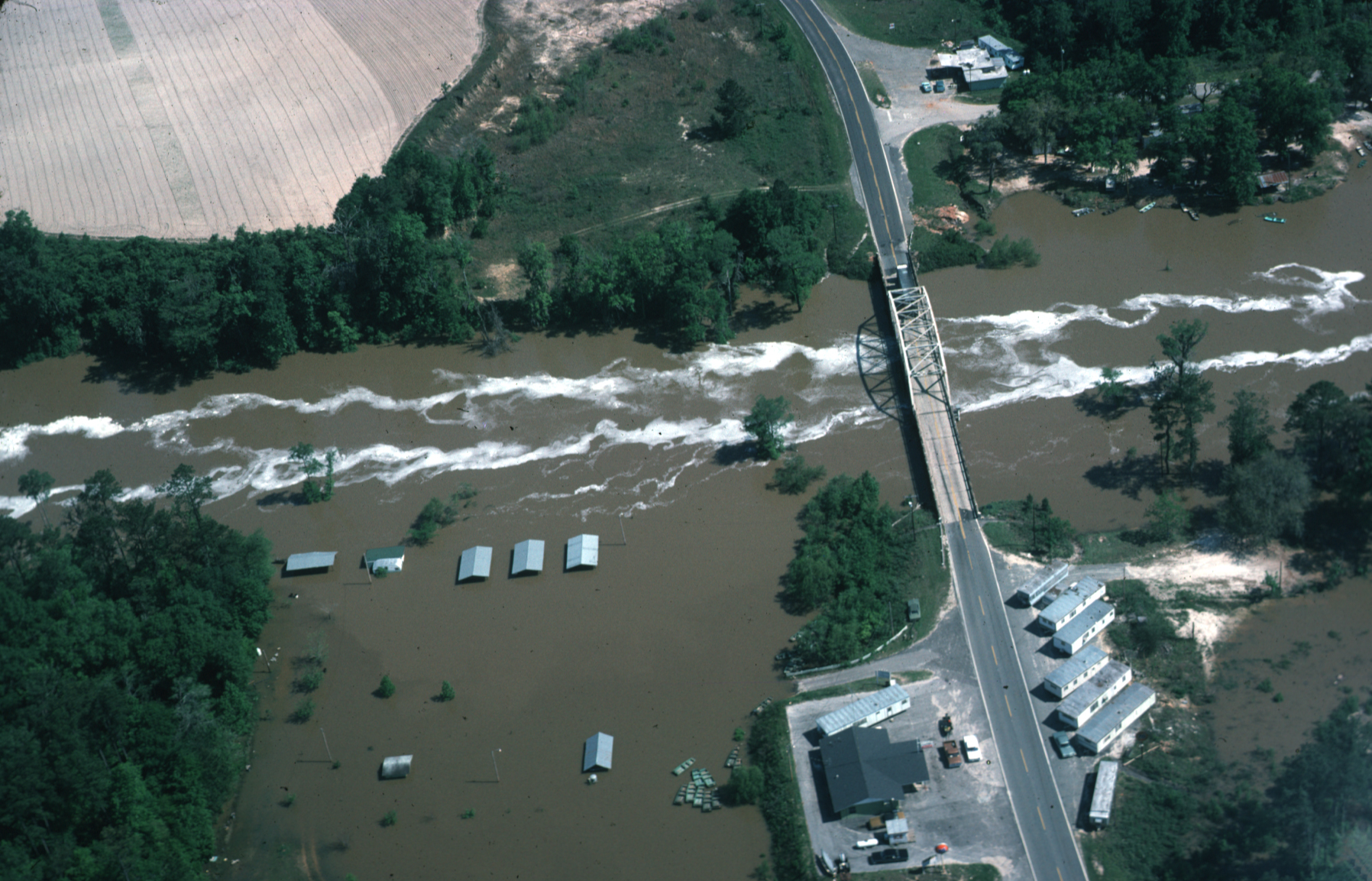
منظر جوي لنهر أوتشلوكوني الذي غمرته الفيضانات في 16 أبريل 1975 بالقرب من بلوكسهام، جنوب غرب معبر جسر طريق ولاية فلوريدا 20 الحديث وسد تالكوين.

يعتبر ممر نهر أوتشلوكوني موطنًا للعديد من أنواع الأسماك والحياة البرية والنباتات المهددة بالانقراض. وقد تم تصنيفه في إطار برنامج ولاية فلوريدا للمياه المتميزة في ولاية فلوريدا وتم تحديده من قبل لجنة فلوريدا للأسماك والحياة البرية كمنطقة محمية للموئل الاستراتيجية.
تشمل الحيوانات النادرة التي يمكن العثور عليها على طول أوتشلوكوني نقار الخشب، والخرشنة، وسمندل أبالاتشيكولا الداكن. النهر غني بشكل خاص ببلح البحر النادر في المياه العذبة (نيادات)، بما في ذلك ثلاثة أنواع مهددة بالانقراض مدرجة في القائمة أوتشلوكوني الفيدرالية: موكاسيونشيل، وشينييارد بوكبوك، وأوفال بيكتو. "لا يمكن العثور على شجرة فلوريدا مايبل إلا على طول نهري أوتشلوكوني وشيبولا. يرتبط أوتشلوكوني ببحيرة يامونيا ومصدرًا للمياه، خاصة أثناء الفيضانات.

## الترفيه
يمكن أن يكون صيد سمك ذوالزعنفة، والكرابي الأسود، وليبوميس، والباس المخطط وسمك السلور ممتازًا على نهر أوتشلوكوني، ويمكن العثور على مسارات معين للزوارق من المنبع إلى المصب في بحيرة تالكوين. تشتهر تيلوجيا كريك وليتل ريفر بالقرب من طريق ولاية فلوريدا 12 أيضًا بالتجديف. يتبع مسار فلوريدا الوطني ذوالمناظر الخلابة النهر لمسافة ميلين. 
يعتبر أوتشلوكوني رابطًا حيويًا في إنتاج المأكولات البحرية في خليج أبالاتشي. أثناء الفيضانات، ينقل النهر المواد العضوية في اتجاه مجرى النهر إلى مصب خليج أوتشلوكوني حيث تشكلت المياه الضحلة للخليج بسبب الحجم الكبير من الرمل والطين الذي جلبه النهر. يُعد هذا المصب بمثابة حضانة لأنواع عديدة من الأسماك والمحار التي تعد أساسًا للصيد الترفيهي والتجاري بالإضافة إلى المأكولات البحرية التي تشتهر بها هذه المنطقة. يعتبر صيد الأسماك في خليج أوتشلوكوني ممتازًا للسمك المفلطح والسمك الأحمر والأسماك السوداء والسلمون المرقط البحري والسلطعون الأزرق وأسماك القرش.

## المعابر
يعبر عدد من الطرق السريعة الرئيسية نهر أوتشلوكوني على طول مساره، بما في ذلك الطريق السريع 10 والطرق السريعة الأمريكية 19 و27 و84 و319.
| معبر                                                 | طريق                                                                           | صورة      | موقع                                        | إحداثيات                                        |
| جيورجيا                                              | جيورجيا                                                                        | جيورجيا   | جيورجيا                                     | جيورجيا                                         |
| ---------------------------------------------------- | ------------------------------------------------------------------------------ | --------- | ------------------------------------------- | ----------------------------------------------- |
|                                                      | طريق بروكس                                                                     |           |                                             | 31°24′01″N 83°53′32″W / 31.4004°N 83.8923°W     |
| طريق بريدجبورو-أندرسون                               |                                                                                |           | 31°23′39″N 83°53′40″W / 31.3943°N 83.8945°W |                                                 |
| طريق ليبرتي هيل                                      |                                                                                |           | 31°22′21″N 83°53′49″W / 31.3724°N 83.8969°W |                                                 |
| طريق تشايلدري                                        |                                                                                |           | 31°21′00″N 83°53′31″W / 31.3501°N 83.8919°W |                                                 |
| طريق إيفرغرين                                        |                                                                                |           | 31°20′07″N 83°53′01″W / 31.3353°N 83.8835°W |                                                 |
| الطريق 270 ولاية جورجيا                              |                                                                                | دويرون    | 31°19′10″N 83°52′45″W / 31.3194°N 83.8791°W |                                                 |
| طريق هاجين ستيل                                      |                                                                                |           | 31°17′56″N 83°52′24″W / 31.2990°N 83.8733°W |                                                 |
| طريق سويفت كانتين                                    |                                                                                |           | 31°16′02″N 83°50′33″W / 31.2671°N 83.8424°W |                                                 |
| الطريق 233 ولاية جورجيا                              |                                                                                | سيغسبي    | 31°14′50″N 83°50′02″W / 31.2471°N 83.8340°W |                                                 |
| جسر السكك الحديدية                                   | السكة الحديد نورفولك الجنوبية الخط المعروف سابقا باسم سكة حديد جورجيا الشمالية |           |                                             | 31°14′50″N 83°50′02″W / 31.2471°N 83.8340°W     |
|                                                      | طريق دورون القديم                                                              |           | مولتري                                      | 31°13′46″N 83°50′06″W / 31.2295°N 83.8349°W     |
| الطريق 37 ولاية جورجيا                               |                                                                                | مولتري    | 31°10′57″N 83°48′33″W / 31.1826°N 83.8091°W |                                                 |
| طريق ميغز السفلي                                     |                                                                                | مولتري    | 31°08′32″N 83°48′12″W / 31.1421°N 83.8032°W |                                                 |
| طريق فريد وويب                                       |                                                                                |           | 31°06′20″N 83°49′59″W / 31.1056°N 83.8331°W |                                                 |
| جسر سميثويك                                          | طريق سميثويك بريدج                                                             |           |                                             | 31°04′09″N 83°52′18″W / 31.0692°N 83.8716°W     |
| جسر روكي فورد                                        | طريق كنيسة زيون جروف                                                           |           |                                             | 31°04′09″N 83°52′18″W / 31.0692°N 83.8716°W     |
|                                                      | طريق بانيستر                                                                   |           |                                             | 31°02′23″N 83°55′08″W / 31.0396°N 83.9189°W     |
| طريق بيلين                                           |                                                                                |           | 31°02′01″N 83°56′08″W / 31.0336°N 83.9356°W |                                                 |
| الطريق 188 ولاية جورجيا                              |                                                                                |           | 31°00′09″N 83°56′20″W / 31.0024°N 83.9390°W |                                                 |
| الطريق 202 ولاية جورجيا                              |                                                                                |           | 30°57′01″N 83°57′44″W / 30.9502°N 83.9622°W |                                                 |
| الجسر اولد كونفدرالي                                 | طريق إيك بوتر (مغلق)                                                           |           | داوسفيل                                     | 30°55′43″N 83°59′48″W / 30.9287°N 83.9967°W     |
|                                                      | الطريق 300 ولاية جورجيا/الطريق السريع 19                                       |           | داوسفيل                                     | 30°55′43″N 83°59′48″W / 30.9287°N 83.9967°W     |
| جسر السكك الحديدية                                   | سي إس إكس للنقل خط معروف سابقا باسم جنوب جورجيا وفلوريدا السكك الحديدية        |           | داوسفيل                                     | 30°55′02″N 84°00′18″W / 30.9173°N 84.0049°W     |
|                                                      | الطريق 3 ولاية جورجيا                                                          |           | داوسفيل                                     | 30°54′44″N 84°00′31″W / 30.9121°N 84.0086°W     |
| الطريق 38 ولاية جورجيا/الطريق السريع رقم 84          |                                                                                |           | 30°52′33″N 84°02′47″W / 30.8758°N 84.0464°W |                                                 |
| جسر السكك الحديدية                                   | سي إس إكس للنقل خط معروف سابقا باسم الأطلسي و الخليج السكك الحديدية            |           |                                             | 30°52′33″N 84°02′47″W / 30.8758°N 84.0464°W     |
|                                                      | الطريق 93 ولاية جورجيا                                                         |           | القاهرة                                     | 30°47′30″N 84°09′15″W / 30.7917°N 84.1543°W     |
| جسر هادلي فيري                                       | الطريق 54 ولاية جورجيا طريق هادلي فيري                                         |           | روكي هيل                                    | 30°43′54″N 84°14′08″W / 30.7316°N 84.2356°W     |
| جسر هادلي فيري القديم                                | (مغلق)                                                                         |           |                                             | 30°43′53″N 84°14′11″W / 30.731444°N 84.236319°W |
| فلوريدا                                              |                                                                                |           |                                             |                                                 |
| جسر فيربانكس فيري                                    | طريق المقاطعة 12 (فلوريدا)                                                     |           | كونكورد                                     | 30°40′08″N 84°18′18″W / 30.6690°N 84.3050°W     |
|                                                      | طريق 0361 مقاطعة ليون طريق 157 مقاطعة ليون                                     |           | تالاهاسي                                    | 30°35′22″N 84°21′36″W / 30.5895°N 84.3601°W     |
| الطريق السريع 27                                     |                                                                                | تالاهاسي  | 30°33′15″N 84°23′02″W / 30.5541°N 84.3840°W |                                                 |
| جسر السكك الحديدية                                   | سي إس إكس للنقل الخط المعروف سابقا باسم سكة حديد جورجيا وفلوريدا وألاباما.     |           | تالاهاسي                                    | 30°33′02″N 84°23′15″W / 30.5505°N 84.3875°W     |
|                                                      | الطريق السريع 10 في فلوريدا                                                    |           | ميدوي                                       | 30°29′07″N 84°23′50″W / 30.4852°N 84.3972°W     |
| الطريق السريع 90                                     |                                                                                | ميدوي     | 30°28′24″N 84°24′26″W / 30.4734°N 84.4073°W |                                                 |
| جسر السكك الحديدية                                   | سي إس إكس للنقل الخط المعروف سابقا باسم سكة حديد بينساكولا وجورجيا             |           | ميدوي                                       | 30°28′23″N 84°24′29″W / 30.4730°N 84.4080°W     |
| سد تالكوين                                           |                                                                                |           | بلوكسهام                                    | 30°23′18″N 84°38′47″W / 30.3884°N 84.6464°W     |
|                                                      | الطريق 20 و267 لولاية جورجيا                                                   |           | بلوكسهام                                    | 30°23′01″N 84°39′18″W / 30.3837°N 84.6551°W     |
| الطريق 368 ولاية جورجيا غابة أبالاتشيكولا الوطنية 13 |                                                                                | بورتر ليك | 30°10′36″N 84°40′06″W / 30.1767°N 84.6684°W |                                                 |
| جسر السكك الحديدية                                   | سكة حديد جورجيا وفلوريدا وألاباما (المنحلة)                                    |           | ماكنتاير                                    | 30°10′36″N 84°40′06″W / 30.1767°N 84.6684°W     |
|                                                      | الطريق السريع 319                                                              |           | سوبتشوبي                                    | 29°59′17″N 84°30′08″W / 29.9881°N 84.5022°W     |
| جسر خليج أوكلوكوني (أ / ك / أ جسر ووكر)              | الطريق السريع 98                                                               |           | أوتشلوكوني باي                              | 29°58′06″N 84°23′02″W / 29.9682°N 84.3840°W     |

## وصلات خارجية
- لمحة عن نهر أوشلوكوني وخليج ومستندات من منطقة إدارة المياه بشمال غرب فلوريدا
- U.S. Geological Survey Geographic Names Information System: نهر أوتشلوكوني